# Rhynchostegium distans
Rhynchostegium distans är en bladmossart som beskrevs av Bescherelle 1880. Rhynchostegium distans ingår i släktet näbbmossor, och familjen Brachytheciaceae. Inga underarter finns listade i Catalogue of Life.